# Neneh Cham
Neneh M. C. Cham (auch: Neneh Cham-Chongan) ist eine gambische Juristin und Menschenrechtsaktivistin.

## Leben
Cham erhielt im November 2000 ihre Anwaltszulassung für Gambia und Sierra Leone. Kurz darauf begann sie, für die Kanzlei BasangSang Chambers des Juristen und Oppositionspolitikers Ousainou Darboe zu arbeiten und war etwa zwei Jahre lang bei ihm angestellt. Ab 2006 war sie als Anwältin selbstständig.
Im Juni 2006 wurde sie in den Vorstand der gambischen Rechtsanwaltskammer Gambia Bar Association (GBA) gewählt.
Ab Oktober 2011 war sie Präsidentin der Frauenrechtsorganisation Female Lawyers Association Gambia (FLAG). Sie folgte damit auf Janet Sallah-Njie. Ihre Nachfolgerin ab dem 12. Februar 2016 war Haddy Dandeh Jabbie. Cham war jedoch weiterhin im Vorstand aktiv.
Seit mindestens Juli 2017 ist sie erneut Vorstandsmitglied der Gambia Bar Association (GBA).
Im Juli und August 2018 war sie stellvertretende Vorsitzende einer von Präsident Adama Barrow eingesetzten Kommission, die die Hintergründe eines Polizeieinsatzes bei den Protesten in Faraba Banta am 18. Juni 2018 untersuchen sollte, bei der drei Menschen starben.
Von etwa 2019 bis mindestens 2021 war sie Vorsitzende (Chairperson of the Board) der National Agency for Legal Aid (NALA).
Im März 2020 erhielt sie bei den She Awards eine Auszeichnung als Most Outstanding Women Legal Practitioner.